# Renaissance Island
Renaissance Island ist eine rund 48 Hektar große, privat genutzte, schmale und rund 3,8 Kilometer lange Insel vor der Küste der Hauptinsel Aruba.

## Lage und Nutzung
Die Insel liegt unmittelbar neben der Start- und Landepiste RWY 11 des internationalen Flughafens Queen Beatrix. Sie wurde von den Besitzern eines Fünf-Sterne-Hotels gekauft. Es entstanden ein Restaurant, Strandbars, ein Spa-Center, eine Volleyballanlage sowie Wassersport- und Badeeinrichtungen an den beiden U-förmigen Sandbuchten der Insel. Die Hotelgäste werden mit der hauseigenen Fähre übergesetzt. Das Abwasser der Hotelanlage wird mit dem Schiff zur Entsorgung in die WEB Kläranlage auf der Hauptinsel gebracht.